# Benediktinerinnenkloster Mailand
Das Benediktinerinnenkloster Mailand (italienisch: Monastero San Benedetto) ist seit 1892 ein Kloster der Benediktinerinnen vom Heiligsten Sakrament in Mailand in Italien. 

## Geschichte

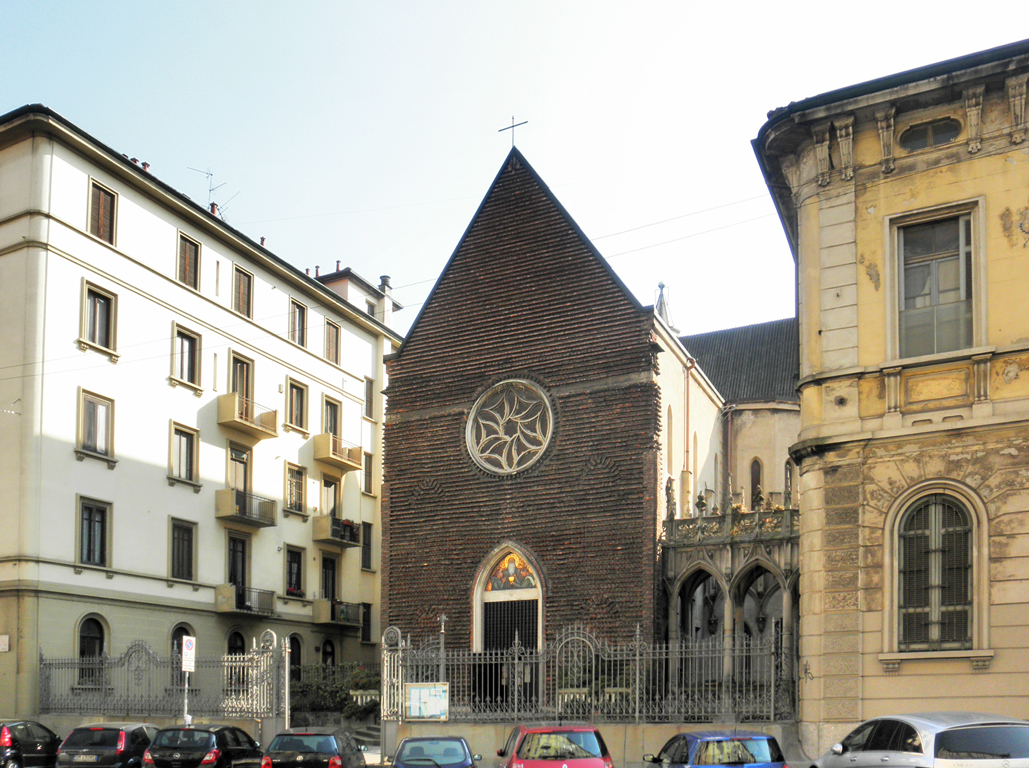
Das Benediktinerinnenkloster in Mailand

Ein Teil der 1892 von der Dritten Republik aus Arras vertriebenen Benediktinerinnen vom Heiligsten Sakrament (italienisch: Monache Benedettine dell'Adorazione Perpetua del Santissimo Sacramento) ging nach Mailand und ließ sich an der Porta Vittoria, ab 1895 in der Via Felice Bellotti 10 nieder. Unterstützt wurden sie anfänglich von Erzbischof Luigi Nazari di Calabiana und dem Benediktiner Leopoldo Zelli-Jacobuzzi (1818–1895) und ab 1918 von dem seligen Benediktiner Alfredo Ildefonso Schuster, der von 1929 bis 1954 Erzbischof von Mailand war. Letzterer ließ die sterblichen Überreste der Mailänder Mystikerin Caterina Brugora (1489–1529) im Kloster beisetzen. Oberin (Priorin) Stefania Beltrame Quattrocchi (1908–1993, Ordensname: Cecilia di Gesù) war die Tochter des seligen Ehepaares Luigi (1880–1951) und Maria (1884–1965) Beltrame Quattrocchi. Heute zählt der Konvent 22 Schwestern.